# جیمز سن جورج
 جیمز سن جورج (انگلیسی: James of Saint George؛ ۱۲۳۰ – ۱۳۰۹) یک معمار اهل فرانسه بود. 

## نگارخانه

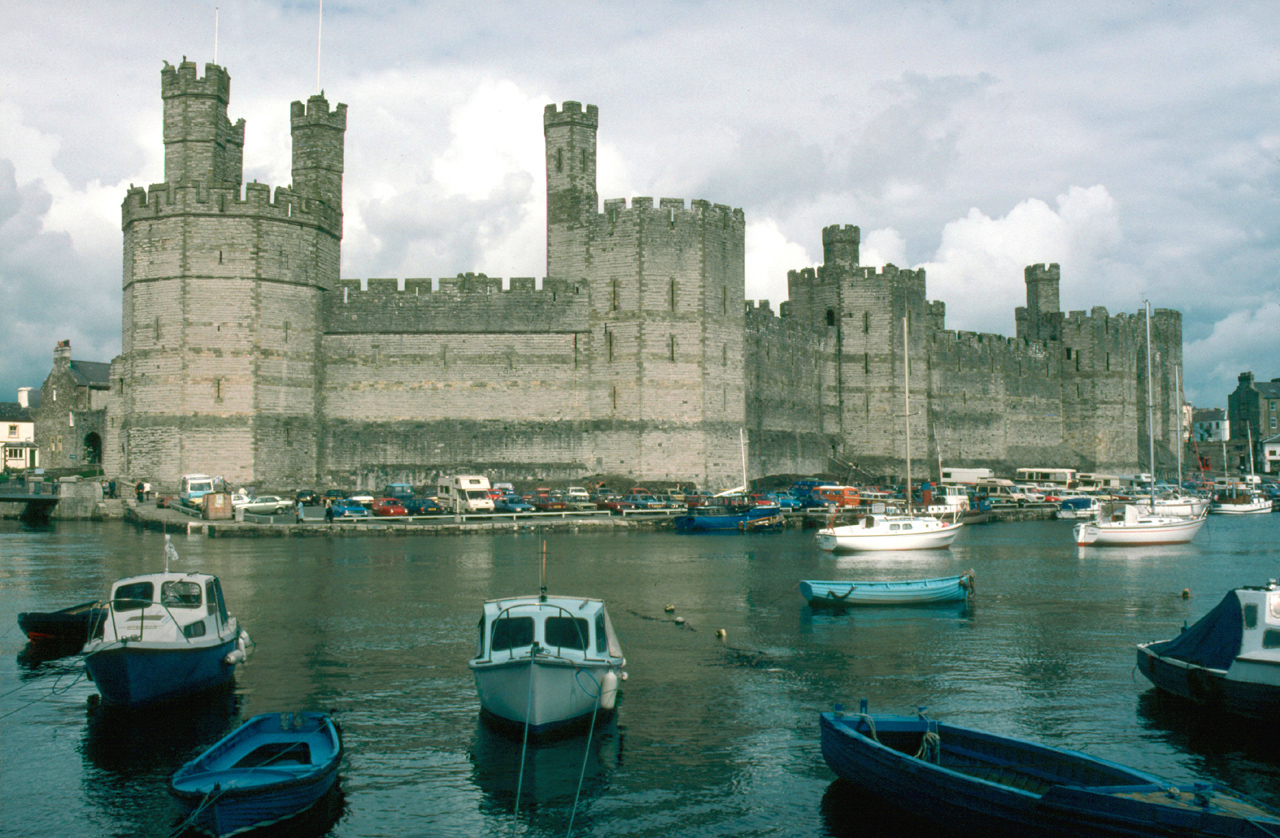
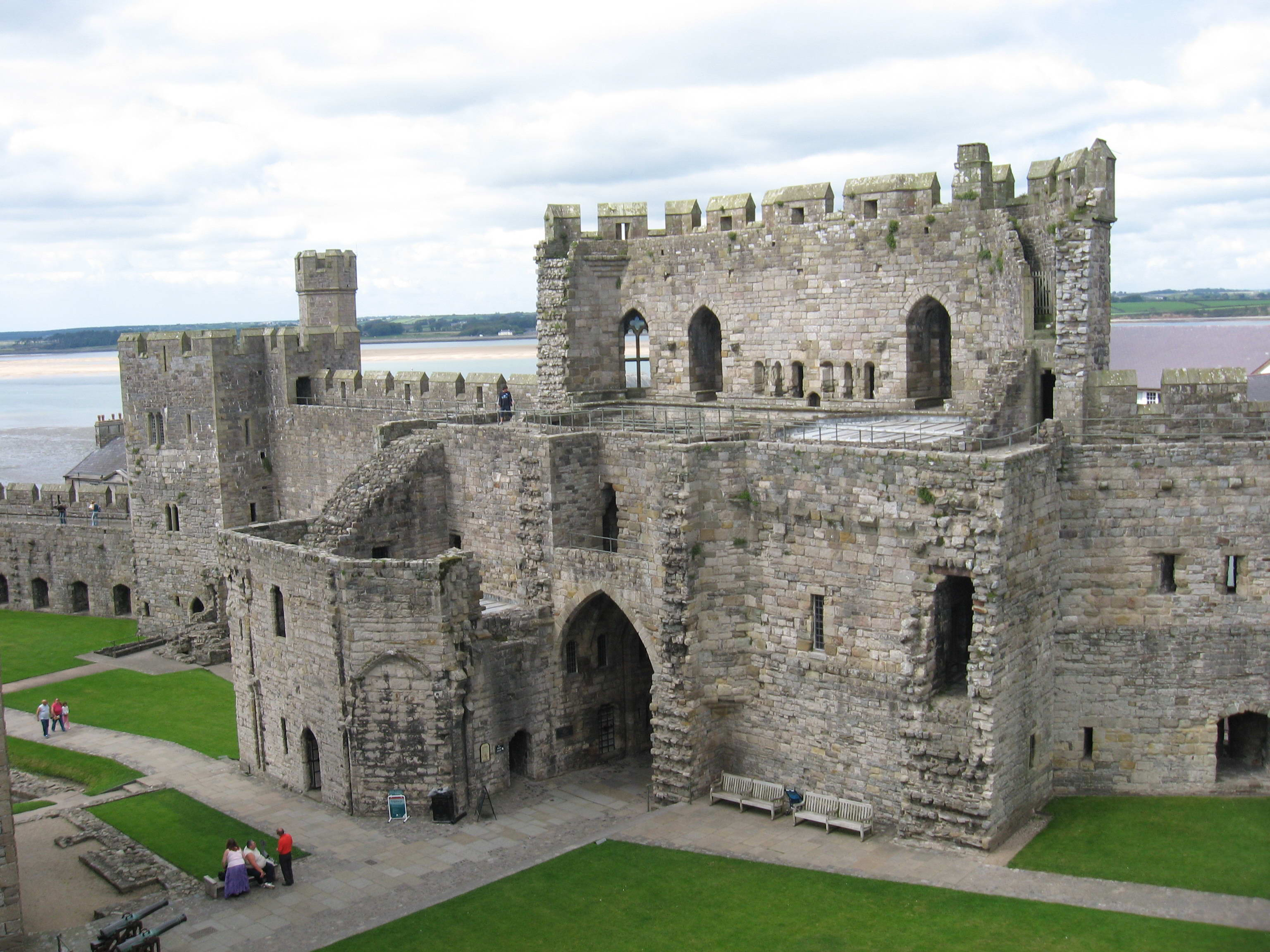
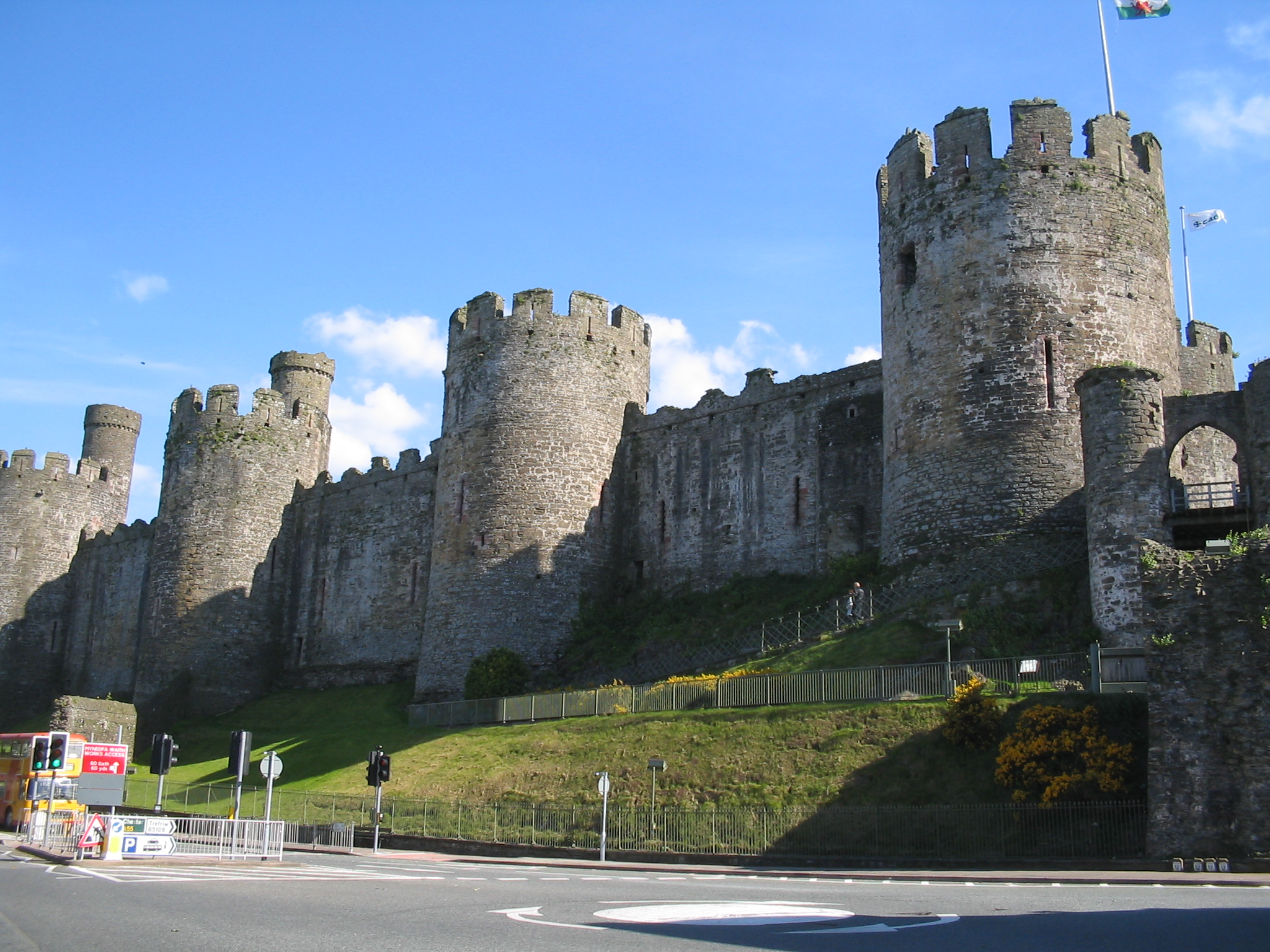
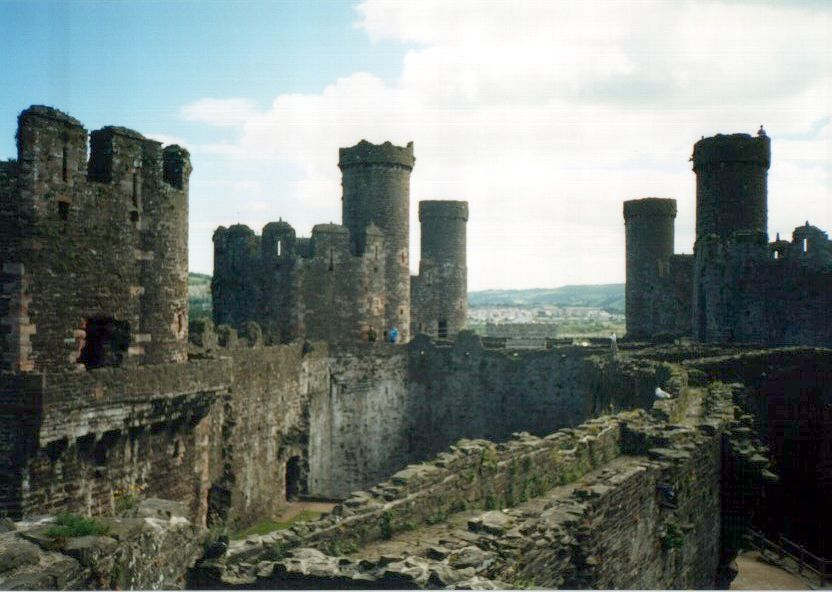
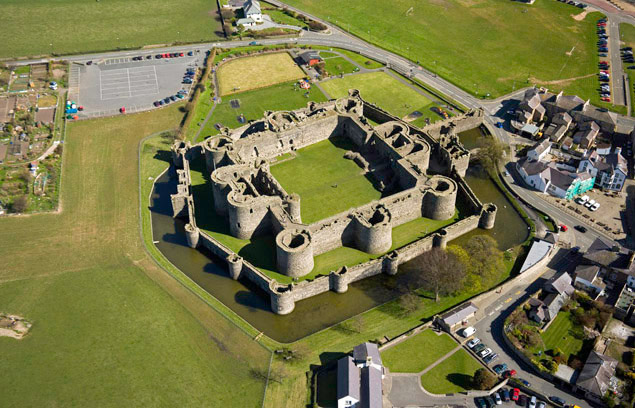
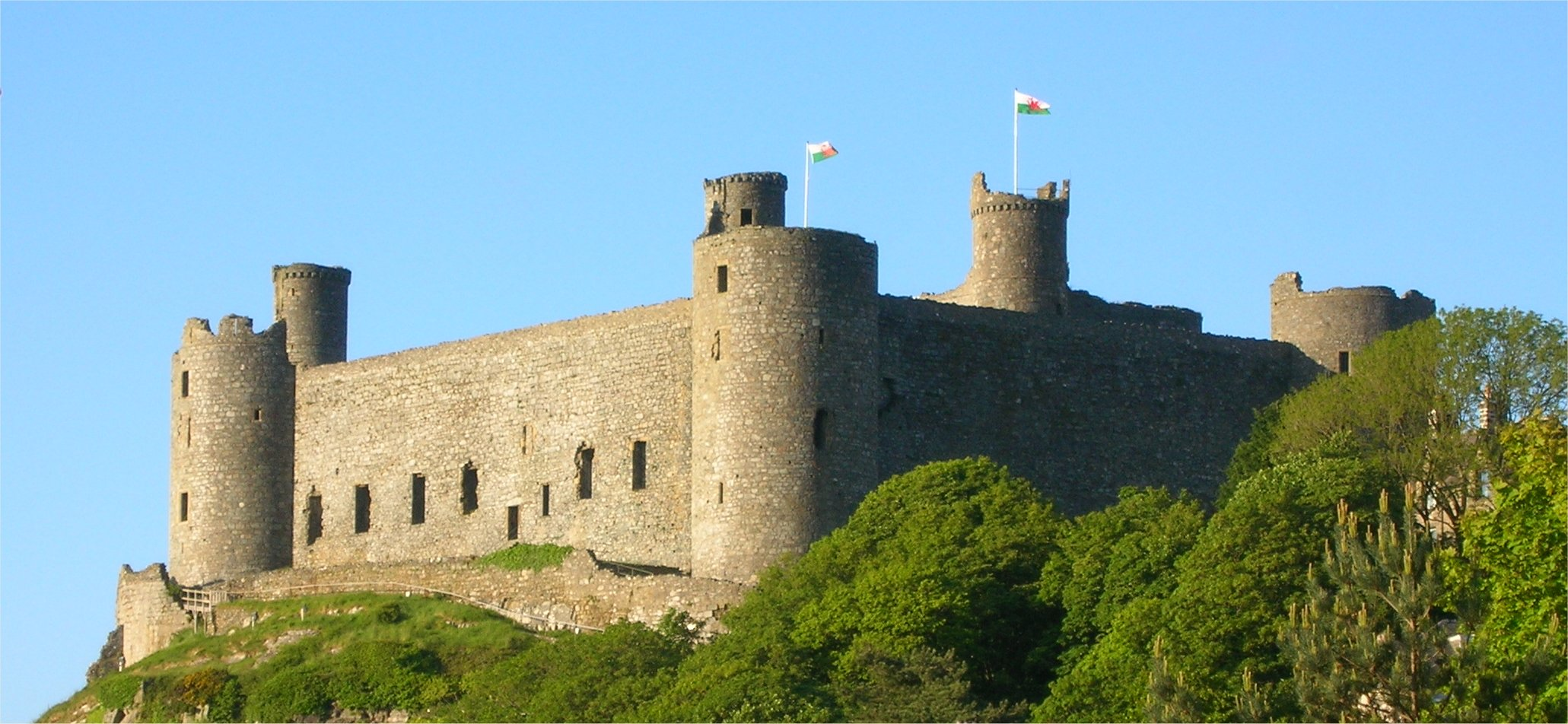
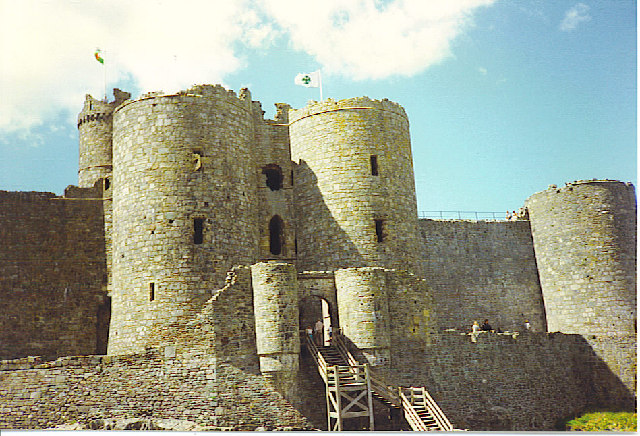
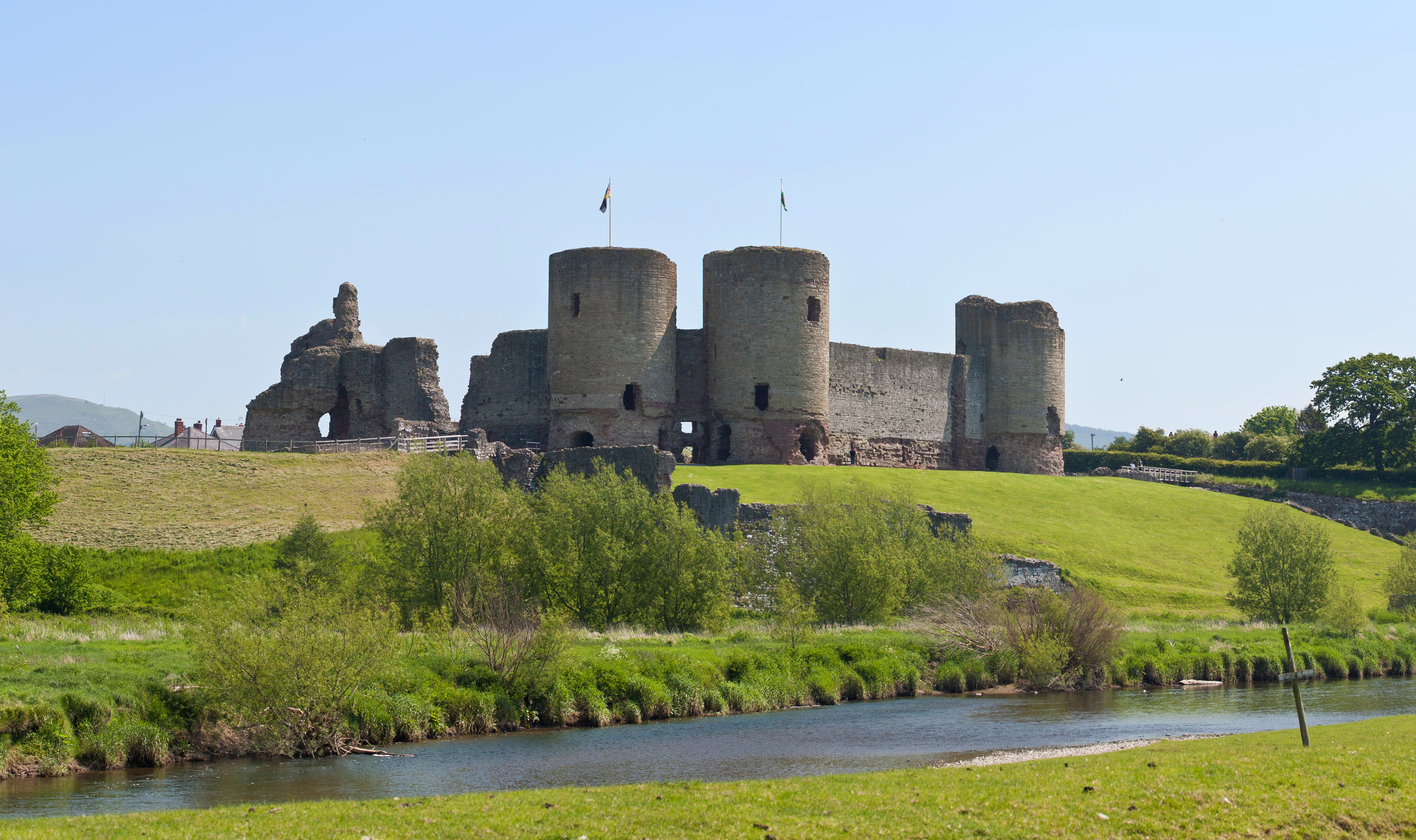
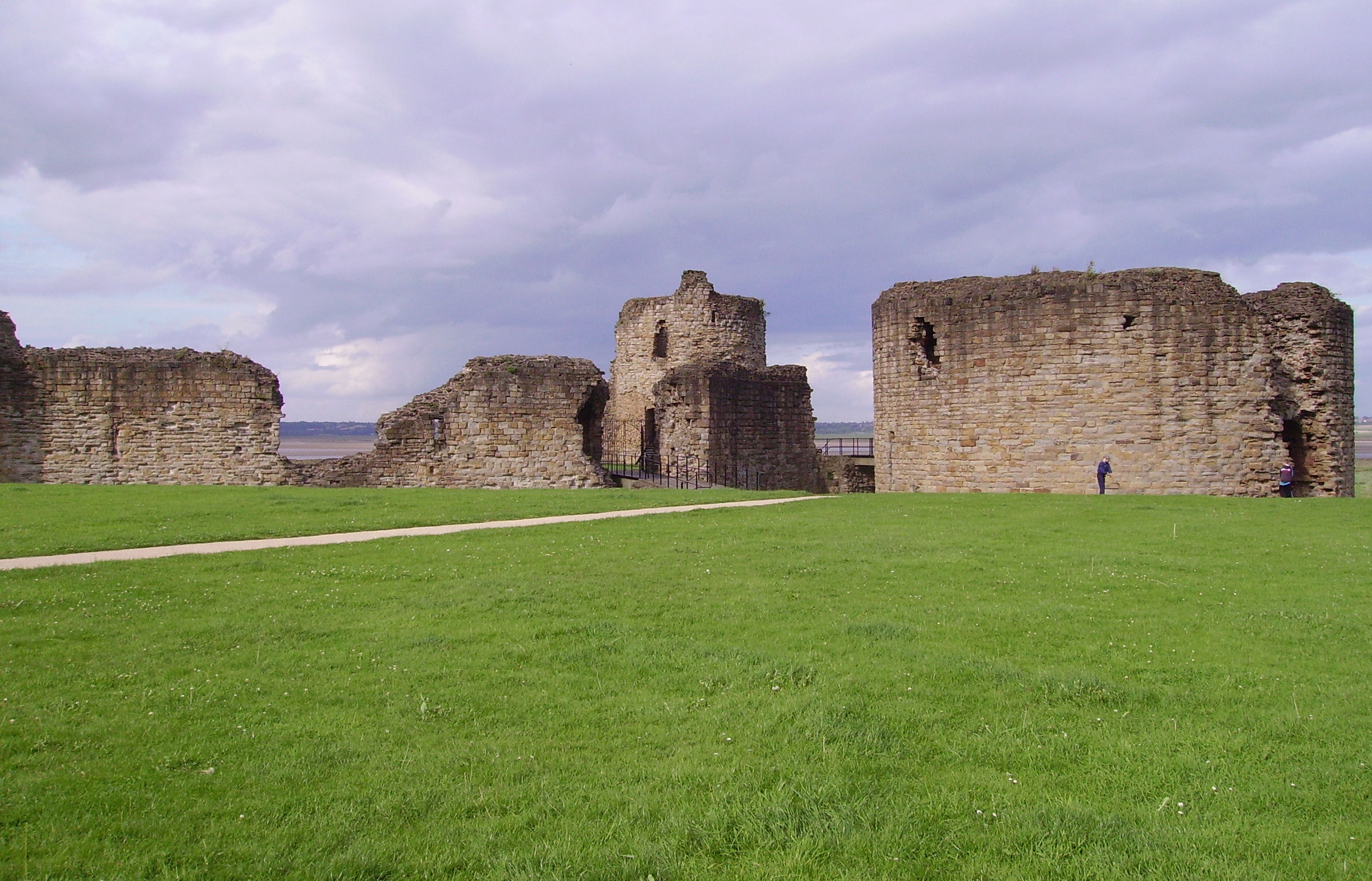